# نهر ديروينت

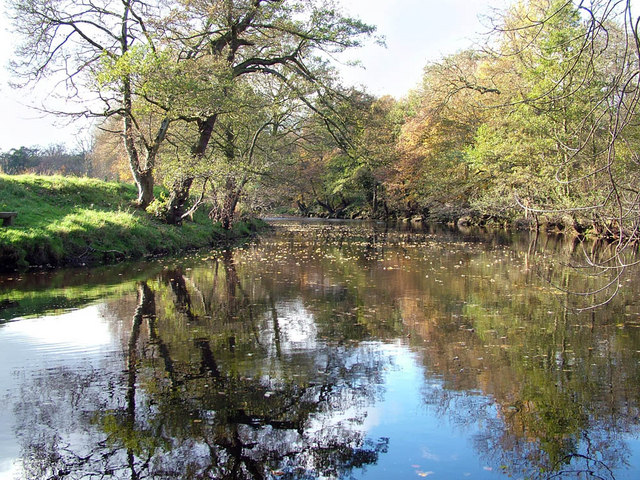
نهر درونت

نهر ديروينت (بالإنجليزية: Derwent)‏ هو نهر ينبع من بينيز داربشير وسط إنجلترا، ويصب في نهر ترينت ويلتقي به جنوب ديربي، يبلغ طوله 66 ميل (100 كم). ويقع نصفه في إقليم ييك.